# Rue Spiridonovka
La rue Spiridonovka (Улица Спиридоновка) est une rue du centre historique de Moscou.

## Situation et accès
Située dans l'arrondissement de la Presnia, elle commence rue Malaïa Nikitskaïa et suit un tracé vers le nord, puis vers le nord-ouest. Sur la gauche, le tracé du pereoulok (voie) Granatny débute. Ensuite à droite ce sont le pereoulok (voie) Spiridonievski (Saint-Spiridon) et la grande voie du Patriarche qui la croisent. Puis la rue est coupée par le pereoulok Yermolaïevski (à droite) et le pereoulok Vspolny (à gauche). La rue se termine à l'anneau des Jardins, rue Sadovaïa-Koudrinskaïa.

## Origine du nom
Elle doit son nom à l'église Saint-Spiridon, construite en 1633-1637 (autrefois à l'emplacement du numéro 24/1) et détruite par les autorités communistes en 1930, au cours d'une campagne d'athéisme.

## Historique
Elle s'appelait rue Alexis Tolstoï de 1941 à 1994. Cette rue bordée d'hôtels particuliers était une adresse prestigieuse avant la révolution de 1917 et a continué à l'être par la suite; les appartements qui y étaient attribués, l'étaient en priorité aux privilégiés du régime. De nouveau aujourd'hui cette rue résidentielle compte parmi les plus prisées de la capitale.

## Bâtiments remarquables et lieux de mémoire
Impairs

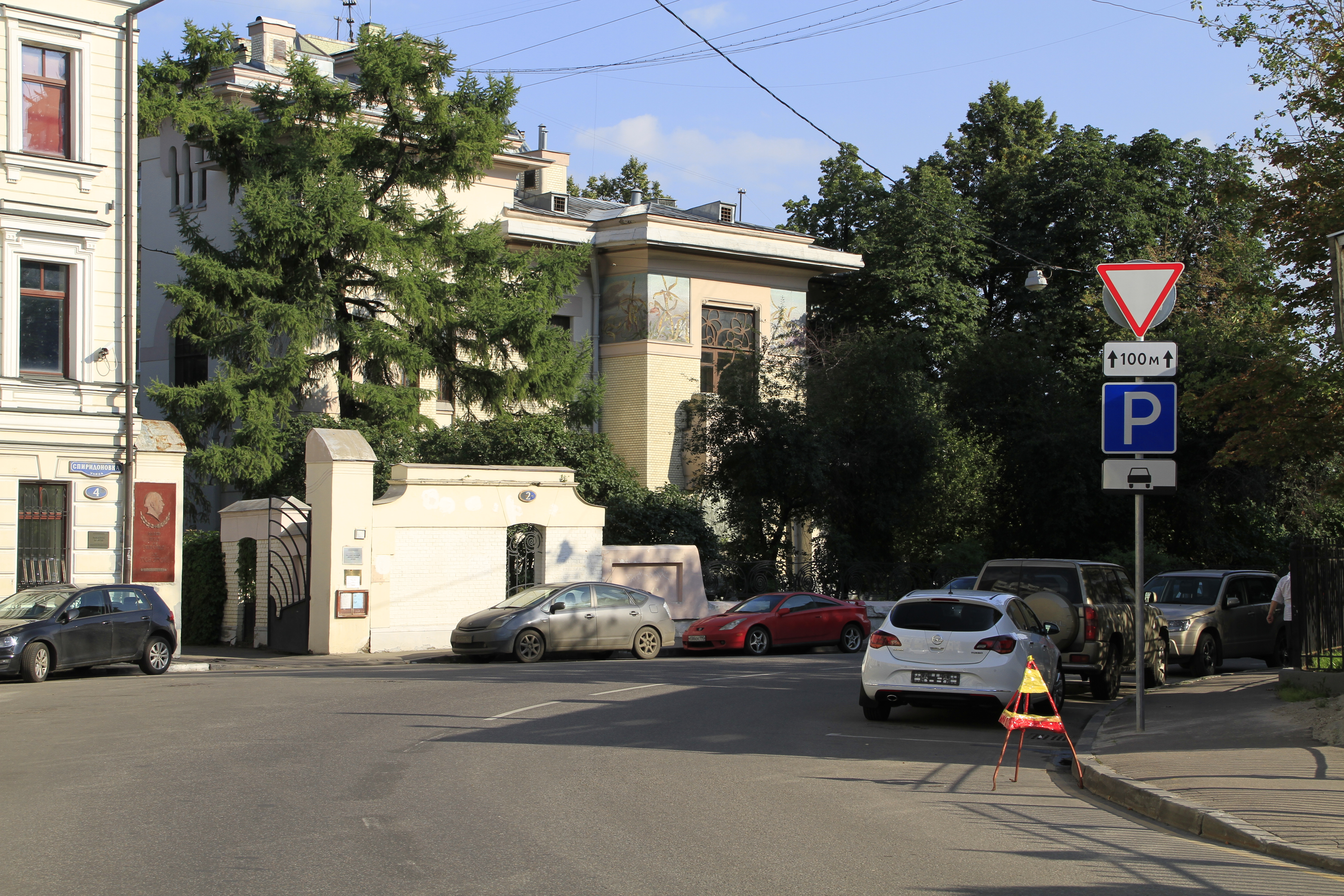
Aperçu de l'hôtel particulier Riabouchinski au numéro 2 et entrée du musée Alexis Tolstoï au numéro 4.

- No 3-5 : le granatny dvor, ou cour des grenades, ateliers d'artillerie construits aux XVIe et XVIIe siècles, monument protégé
- No 9-2 : maison du marchand Pavlov construite en 1820 et reconstruite en 1994. Des appartements y ont été occupés par les personnalités suivantes : Ignaty Zalesski (1850-1909, architecte), Vassili Vanine (1898-1951, acteur soviétique), Mikhaïl Tsariov (acteur soviétique, 1903-1987), Marc Gallaï (pilote de l'armée rouge, héros de l'Union soviétique, 1914-1998)
- No 11-1 : hôtel particulier Beliaïev construit en 1902-1904 par Ivan Boni[2], monument protégé
- No 13 : hôtel particulier Heste construit en 1907 par l'architecte Schutzmann, monument protégé
- No 15 : immeuble ayant appartenu au Comité central du Parti communiste de l'Union soviétique; le maréchal Joukov y avait un appartement
- No 17 : Hôtel particulier Zinaïde Morozova construit en style gothique anglais 1893-1898 par Schechtel pour la richissime Zinaïda Morozova, épouse de Savva Morozov. Il sert aujourd'hui aux hôtes de marque du ministère des Affaires étrangères de Russie. C'est un monument protégé au niveau fédéral. Autrefois s'y trouvait l'hôtel particulier du poète Ivan Dmitriev (1760-1837) construit en 1814-1815 par Witberg.
- No 19 : immeuble ayant appartenu au Comité central du Parti communiste de l'Union soviétique où vivaient de hauts dignitaires du parti avec leur famille
- No 21 : immeuble de rapport construit en 1898 par Adolf Erichson
- No 25 : immeuble de rapport construit en 1911-1913 par Karl Albrecht. L'actrice soviétique Anastasia Guéorguievskaïa y vécut.
- No 27-24 : immeuble de rapport construit en 1906-1908 par Gustav Gölrich, monument Modern Style protégé. La Société d'astronomie et de géodésie de l'académie des sciences de Russie s'y trouve aujourd'hui.

Pairs

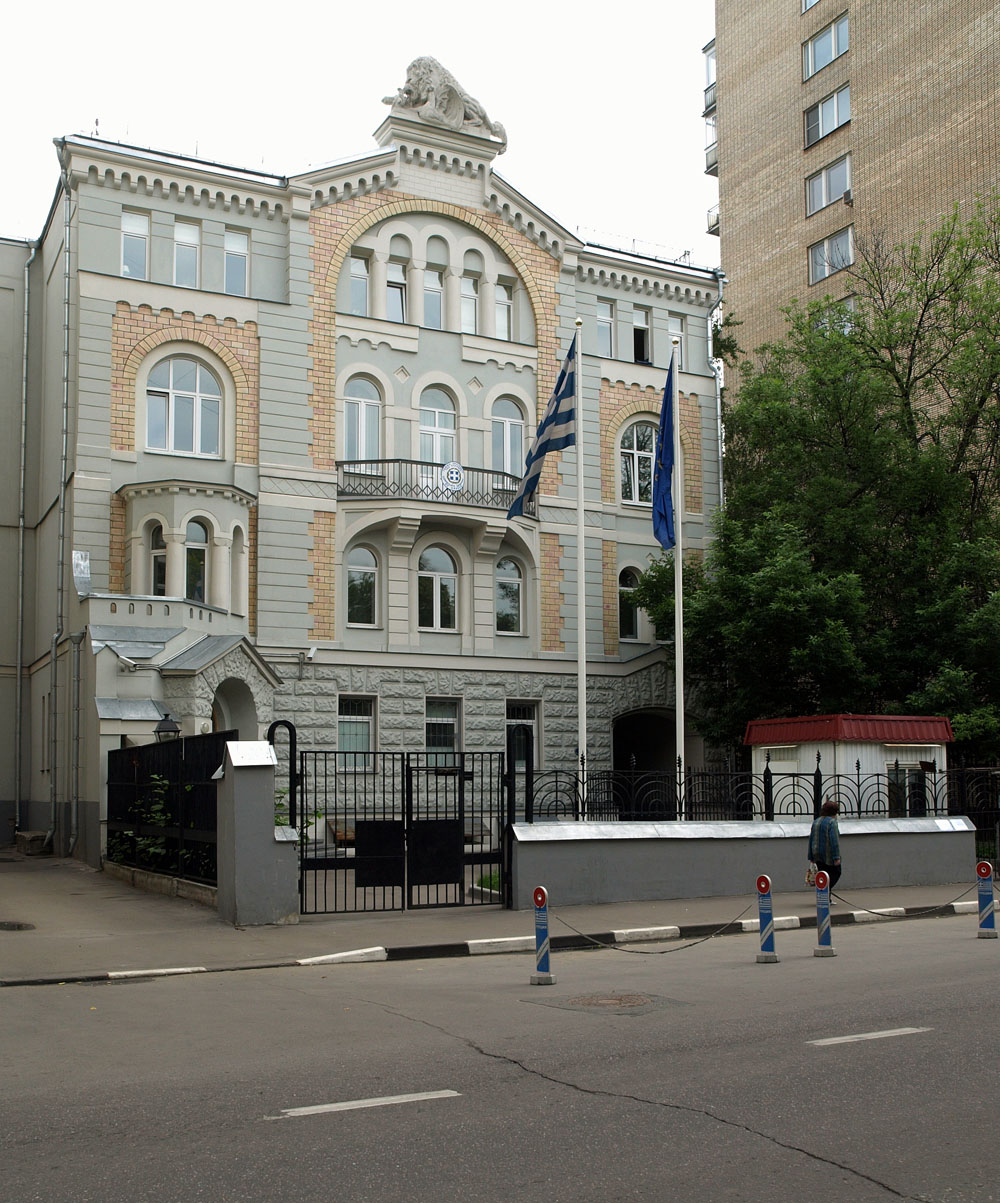
Consulat général de Grèce au numéro 14.

- No 2-6 : hôtel particulier Riabouchinski, construit en 1900-1903 par Schechtel, monument protégé, exemple du Modern Style moscovite
- No 4 : maison où habita l'écrivain Alexis Tolstoï, un musée qui lui est consacré est ouvert aujourd'hui dans son ancien appartement, plaque apposée en 1957[3]
- No 4 bâtiment 1 : musée « la maison de l'icône »
- No 6 : le poète Alexandre Blok y passa l'hiver 1903-1904
- No 8 : immeuble où vécut l'acteur Evgueni Morgounov[4].
- No 10 : immeuble de rapport construit en 1900 où vécurent de hauts dignitaires du parti dont Alexandre Chélépine[5].
- No 12 : immeuble moderne de briques de douze étages à l'emplacement de l'ancien domaine des princes Chakhovskoï où furent construits trois hôtels particuliers au XIXe siècle, l'un appartenait au prince Wolkonski, l'autre au propriétaire du restaurant Prague sur l'Arbat, et le troisième à la famille von Schlippe. Le dignitaire mongol Tsdenbal a habité un appartement de l'immeuble moderne à partir de 1984.
- No 14 : ancien hôtel particulier de l'architecte Piotr Boïtsov (1849-1918) qui abrite aujourd'hui le consulat général de Grèce
- No 18 : ancien immeuble du Comité central du Parti communiste de l'Union soviétique où vécurent de hauts dignitaires du parti dont la ministre de la culture Ekaterina Fourtseva[6]
- No 22/2 : immeuble construit en 1934-1940, bâtiment protégé au niveau régional. La chanteuse Klavdia Chouljenko y demeura dans les années 1950.
- No 24/1 : immeuble postconstructiviste d'Ilya Golossov, Teplobeton, construit en 1932-1936 à l'emplacement de l'église Saint-Spiridon détruite en 1930.
- No 26 : immeuble construit en 1926
- No 30/1 : hôtel particulier Tarassov construit en 1909-1912 en style néo-renaissance par Joltovski; l'intérieur est décoré par Ignaty Nivinski; les fresques du plafond et les frises du grand salon sont l'œuvre d'Eugène Lanceray. Nationalisé après la révolution d'Octobre, il abrita longtemps la cour suprême d'URSS, puis l'ambassade d'Allemagne, ensuite l'ambassade de Pologne et depuis 1979 l'institut d'Afrique de l'académie des sciences de Russie.
- No 34 bâtiment 1 : immeuble de rapport construit en 1914 par Wladislaw Dombrowski. Il abrite aujourd'hui l'Institut de sécurité économique.
- No 36 : hôtel particulier construit en 1912 par Alexeï Tchitchagov
- No 36/3 : immeuble de rapport construit en 1910 par Nikolaï Jerikhov[7].

### Statue
- Une statue d'Alexandre Blok, sculptée en 1993 par Oleg Komov[8], se trouve dans le square devant le numéro 8[9].

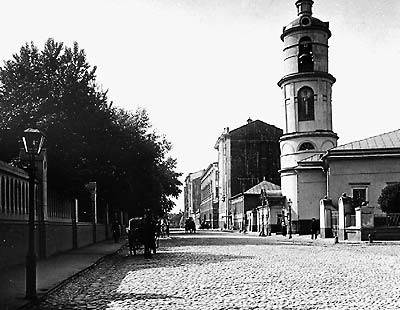
Vue de l'église Saint-Spiridon en 1912
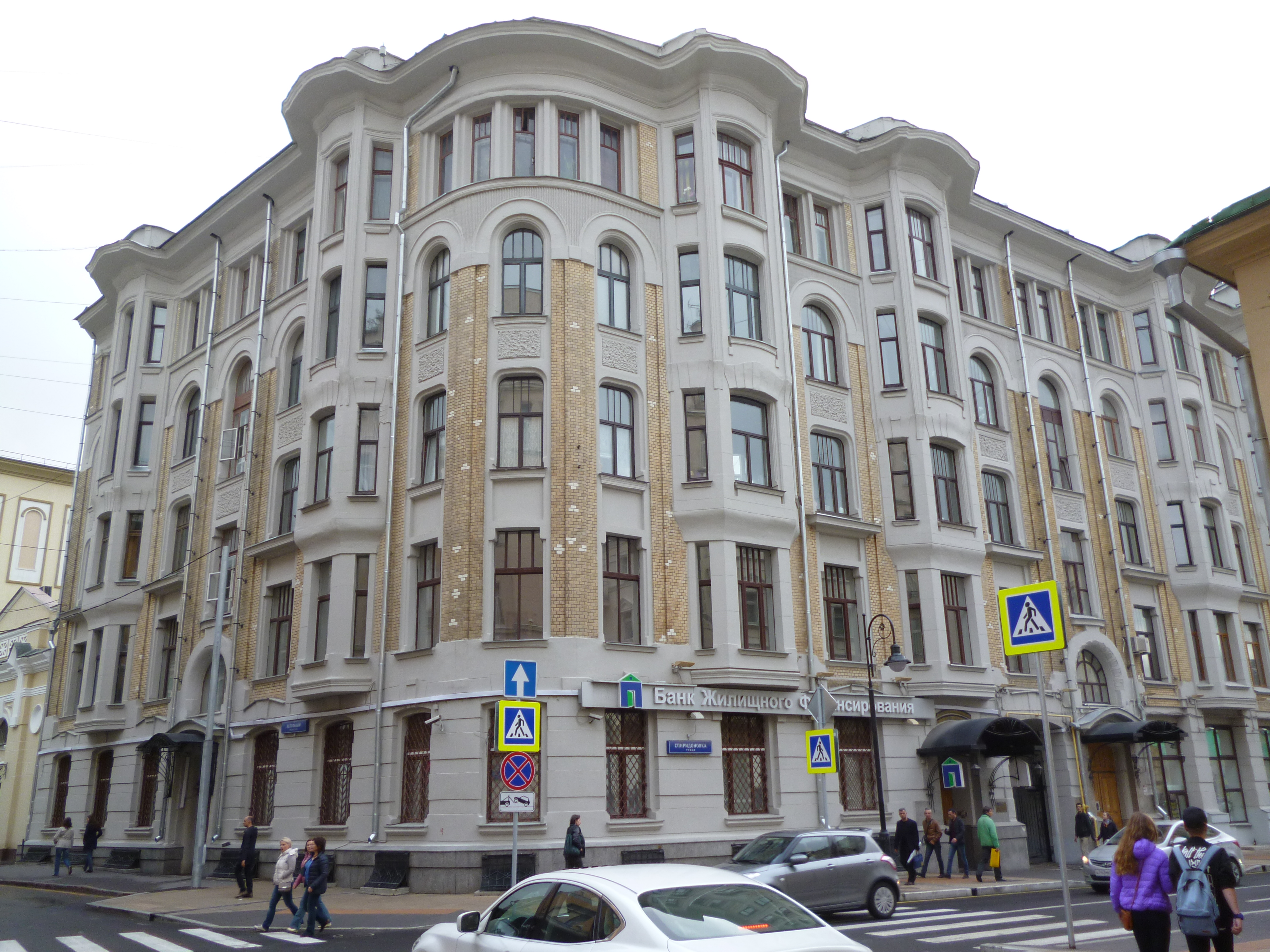
Immeuble du numéro 27 construit par Gölrich
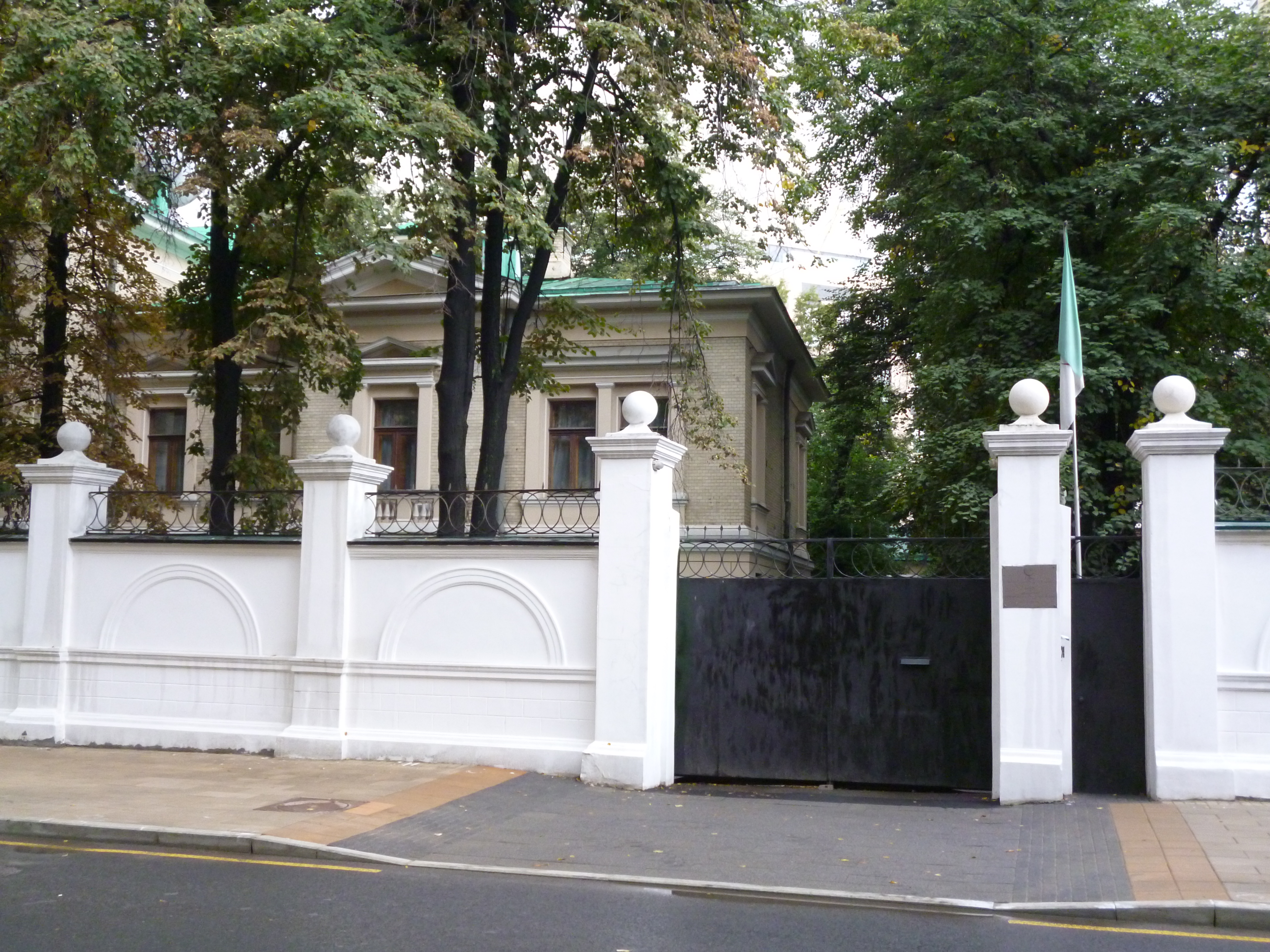
Hôtel particulier Heste au numéro 13
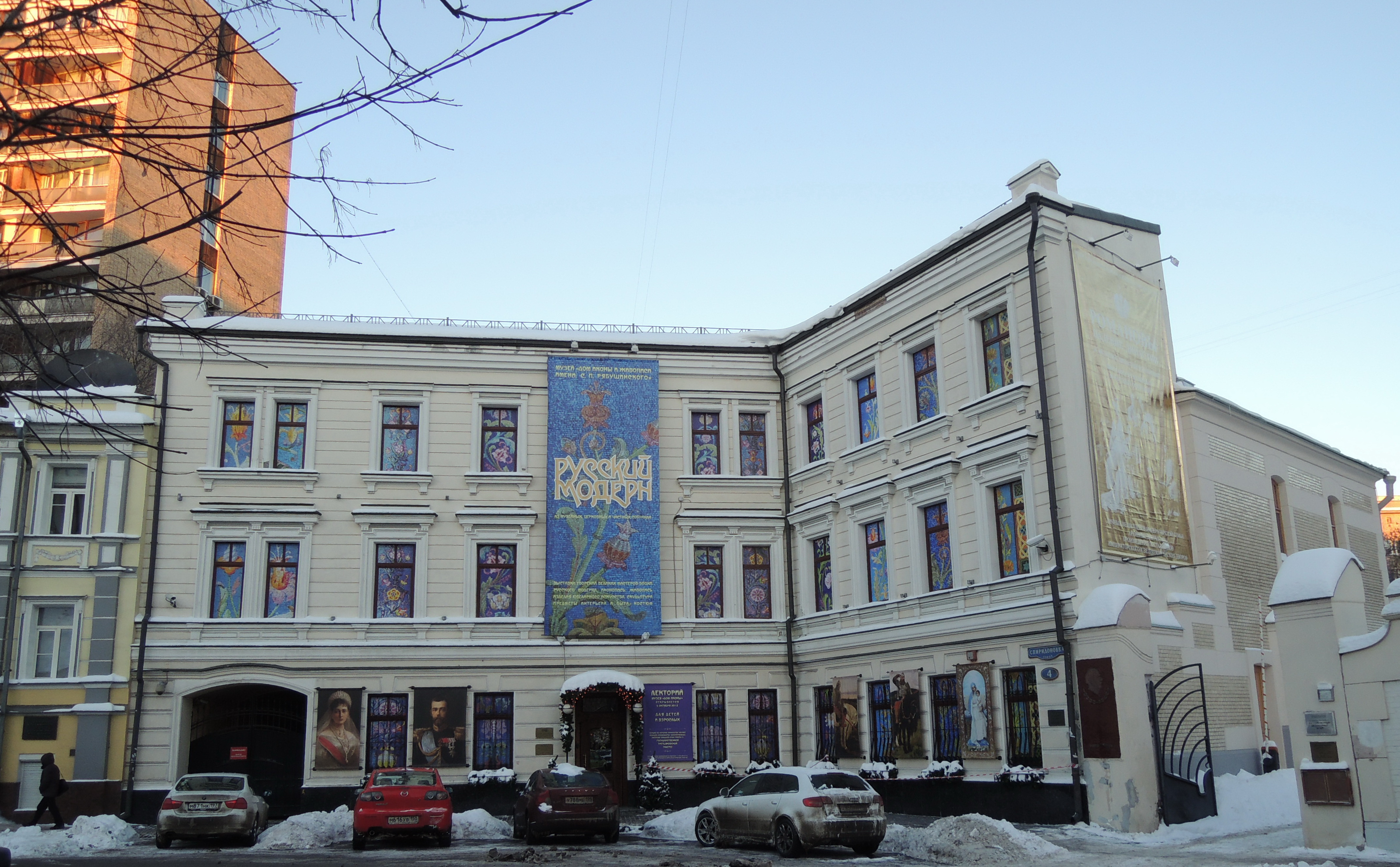
La « maison de l'Icône » au numéro 4-1, à droite entrée du musée Alexis Tolstoï
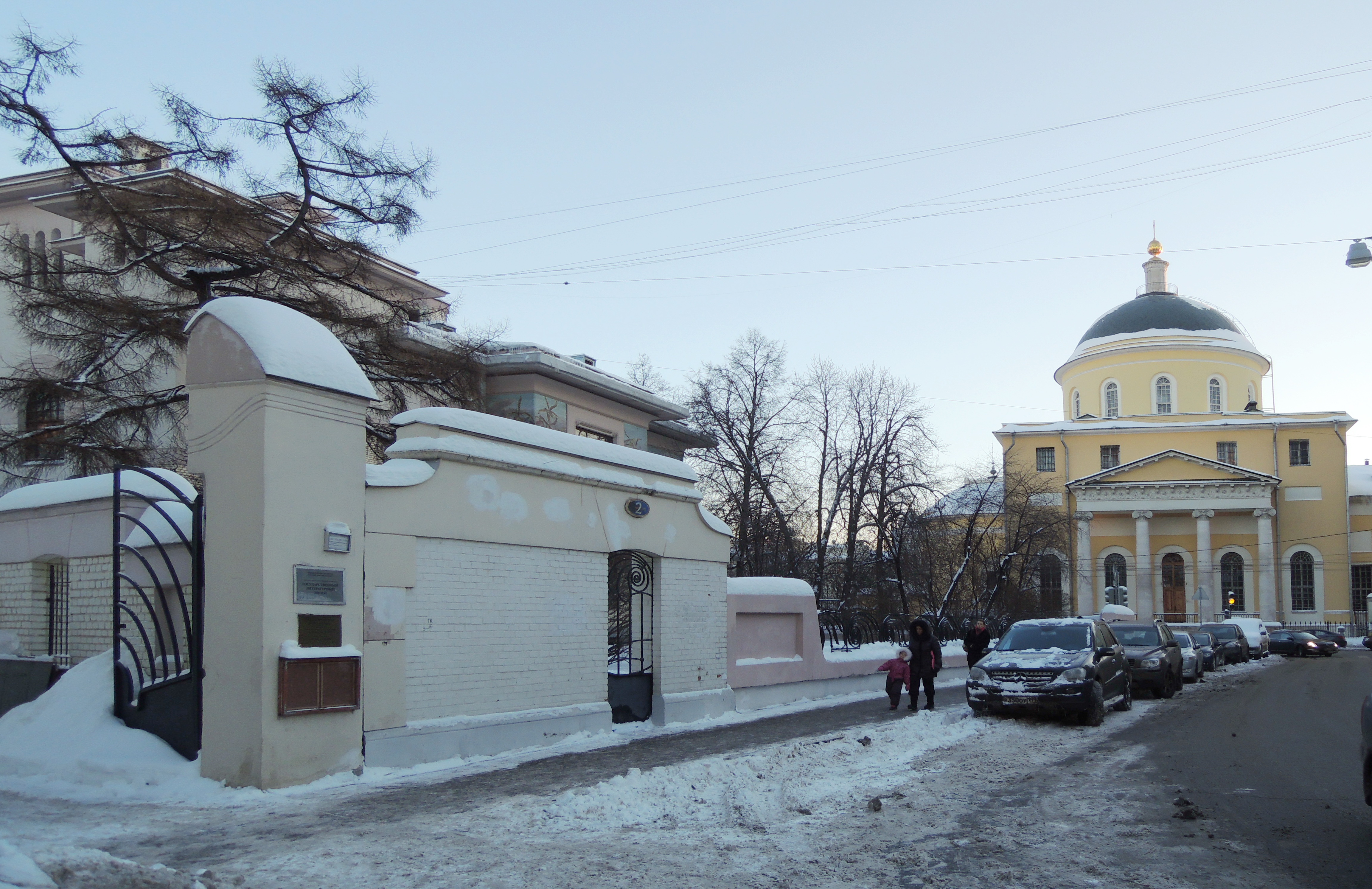
Début de la rue avec à gauche l'hôtel particulier Riabouchinski et au fond l'église de l'Ascension où se maria Pouchkine
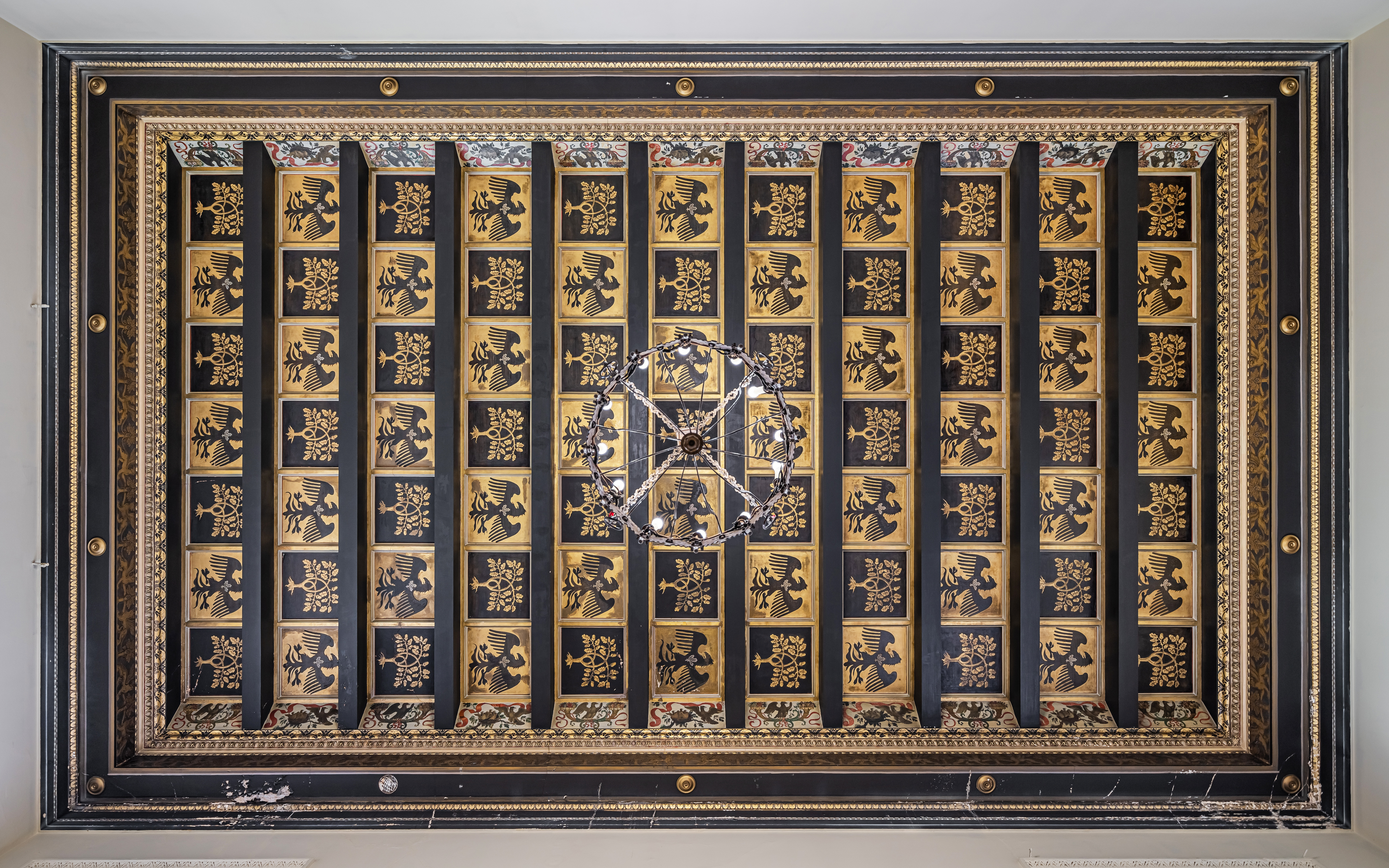
Plafond de l'hotel particulier de Tarassov, rue Spiridonovka. Juillet 2021.